# Socket F
Socket F – 1207-pinowa podstawka AMD, na której montowane są Opterony. Wykorzystywana w dwu-, cztero- oraz ośmioprocesorowych serwerach wykorzystujących do 48 rdzeni. Oficjalnie weszła na rynek 15 sierpnia 2006 www.amd.com. Jest to pierwsza podstawka w historii AMD, w którym procesor nie ma nóżek, natomiast te znajdują się w gnieździe, czyli układ Land Grid Array.